# Estación de Torres Cabrera
Torres Cabrera es una estación de ferrocarril situada en el municipio español de Córdoba, en la región de Andalucía, y forma parte de la línea férrea que une Córdoba con Málaga. No cuenta con servicios ferroviarios de pasajeros, siendo utilizada como apartadero para efectuar cruces entre trenes.

## Situación ferroviaria
La instalaciones se encuentran situadas en el punto kilométrico 23,7 de la línea férrea de ancho ibérico Córdoba-Málaga, a 140 metros de altitud sobre el nivel del mar, entre las estaciones de El Chaparral y de Fernán Núñez. El tramo es de vía única y está electrificada.

## Historia
La estación de Torres Cabrera forma parte de la línea férrea Córdoba-Málaga, que fue puesta en servicio el 15 de agosto de 1865 con la apertura del tramo Córdoba-Álora. Las obras corrieron a cargo de la Compañía del Ferrocarril de Córdoba a Málaga, empresa que se había constituido para dicho propósito en 1861. Esta empresa acabaría integrándose en 1877 en la Compañía de los Ferrocarriles Andaluces, que a partir de entonces se hizo cargo de la gestión las infraestructuras. 
En 1941, con la nacionalización de la totalidad de la red ferroviaria española de ancho ibérico, la estación pasó a ser gestionada por la recién creada RENFE. Desde el 1 de enero de 2005, tras la extinción de la antigua RENFE, el ente Adif es la titular de las instalaciones ferroviarias.
En la actualidad la estación no ofrece servicios de pasajeros y solo cumple funciones como apartadero.